# Kansai Helios Group
Kansai Helios Coatings GmbH je avstrijska družba s sedežem na Dunaju.
Nastala je leta 2016 s konsolidacijo Heliosa in Ringa. Leta 2017 je skupino prevzela japonska družba Kansai Paint. Je materinska družba Heliosa, sestavljenega podjetja za kapitalske naložbe in razvoj, lastnika družbe Helios TBLUS.